# Nemoria tuscarora
Nemoria tuscarora är en fjärilsart som beskrevs av Ferguson 1969. Nemoria tuscarora ingår i släktet Nemoria och familjen mätare. Inga underarter finns listade i Catalogue of Life.